# Беглец из «Янтарного»
«Беглец из „Янтарного“» — советская киноповесть 1968 года, снятая кинорежиссёрами Игорем Ветровым и Евгением Брюнчугиным на Киевской киностудии имени А. П. Довженко. Экранизация повести Юрия Збанацкого «Куриный бог».
Премьера фильма состоялась 24 марта 1969 года.

## Сюжет
Шестилетний Серёжа из детского сада «Янтарный», отдыхая на пляже, находит волшебный камешек «куриного бога». Смотря через дырочку в камешке, Серёжа замечает, что мир стал сказочным. Он путешествует, встречается с самыми разными людьми, с разными животными, пока его не находят воспитатели.

## Роли исполняют
- Сергей Ничипор — Серёжа
- Лилия Юдина — Королева
- Валентина Гришокина — Люба
- Георгий Куликов — конструктор
- Антонина Жмакова — жена конструктора
- Николай Волков — профессор
- Софья Карамаш — Заворина
- Татьяна Долбикова — Лёля
- Анатолий Соловьёв — моряк
- Коте Даушвили — старик-чабан
- Борис Савченко — Игорь
- Юрий Саранцев — рулевой
- Владимир Дорофеев — сторож
- Владимир Быков — активист
- Алексей Смирнов — папаша

## Съёмочная группа
- Режиссёры: Евгений Брюнчугин, Игорь Ветров
- Сценарист: Юрий Збанацкий
- Оператор: Александр Пищиков
- Художник: Виктор Мигулько
- Звукорежиссёр: Ростислав Максимцов
- Композитор: Евгений Зубцов

## Критика
В этом фильме — раздолье глазу: чего вы только здесь не увидите! Дивную красоту южной природы, сияющее под солнцем море, белоснежные теплоходы и юркие катера, парящие вертолёты и телескопы обсерватории, бронзовые тела спортсменов и крайне симпатичных животных и птиц.
— Василий Сухаревич, «Спутник кинозрителя», март 1969 года

Картина явно сделана «по следам» таких фильмов, как «Серёжа», «Человек идёт за солнцем», но лишённая главного — неожиданного и яркого открытия мира маленьким героем, непосредственно постижения им людей, жизни. Альбом наглядных иллюстраций на тему «Что такое хорошо и что такое плохо» может вызвать у детей в лучшем случае равнодушное созерцание. Потому что нет повода для волнения героя, толчка для воображения и фантазии. Всё упрощено до примитивности.
— Нина Игнатьева, журнал «Искусство кино», №8, 1968 год